# Glenn Hubbard (Ökonom)

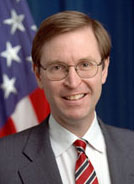
Glenn Hubbard (circa 2011)

Robert Glenn Hubbard (* 4. September 1958 in Orlando, Florida) ist ein US-amerikanischer Wirtschaftswissenschaftler, Hochschullehrer und Wirtschaftsmanager, der auch Vorsitzender des Council of Economic Advisers war.

## Leben

### Hochschullehrer und Mitarbeiter im Finanzministerium
Nach dem Besuch der High School in Apopka studierte Hubbard Wirtschaftswissenschaft an der University of Central Florida und erwarb dort 1979 einen Bachelor of Arts (B.A. Economics) sowie einen Bachelor of Science (B.S. Economics). Danach setzte er sein Studium an der Harvard University fort und erhielt dort zunächst 1981 einen Master of Arts (M.A. Economics) und daraufhin 1983 einen Philosophiae Doctor (Ph.D. Economics).
Nach der Übernahme einer Professur an der Northwestern University in Illinois ist er seit 1987 Forschungswissenschaftler am National Bureau of Economic Research (NBER). 1988 wurde er Professor an der Columbia University und hat dort zurzeit die Russell L. Carson Professor of Finance and Economics inne.
Diese Lehrtätigkeit unterbrach er 1991 nach seiner Ernennung zum stellvertretenden Unterstaatssekretär im US-Finanzministerium (Deputy Assistant Secretary of the Treasury), wo er bis 1993 für Steuerpolitik zuständig war. Während dieser Zeit überwachte er die Anstrengungen der Regierung von Präsident George H. W. Bush auf den Gebieten Einnahmenerhöhungen, Steuerreform und Gesundheitspolitik.
Im Anschluss war er zwischen 1994 und 1997 Vize-Dekan der Wirtschaftswissenschaftlichen Fakultät (Columbia Business School). Daneben war er zwischen 1994 und 1996 Mitglied des Gremiums für wirtschaftliche Zuschüsse der National Science Foundation sowie von 1995 bis 2001 Gastwissenschaftler am American Enterprise Institute (AEI). Zugleich war Hubbard von 1998 bis 2004 Direktor des Programms für Unternehmertum an der Columbia Business School.

### Vorsitzender des Council of Economic Advisers und Dekan der Columbia Business School
Im Februar 2001 wurde er Vorsitzender des Council of Economic Advisers und war in dieser Funktion bis März 2003 einer der engsten wirtschaftspolitischen Berater von Präsident George W. Bush. Zugleich war er während dieser Zeit auch Mitglied des Nationalen Sicherheitsrates der USA.
2003 nahm er zunächst seine Tätigkeit als Gastwissenschaftler am AEI wieder auf und ist seither auch Mitglied des Besucherkomitees der National Science Foundation. Am 1. Juli 2004 wurde er Dekan der Columbia Business School und übt diese Funktion seither aus. Hubbard, der seit 2004 auch Kolumnist des mittlerweile von Bloomberg L.P. herausgegebenen Wirtschaftsmagazins BusinessWeek ist, übernahm außerdem Funktionen in der Privatwirtschaft und ist seit 2004 Mitglied des Board of Directors von Automatic Data Processing, seit 2007 der Metropolitan Life Insurance Company sowie des Medienunternehmens Dex Media.
Darüber hinaus engagierte er sich in zahlreichen wirtschaftlichen Institutionen und Organisationen und war Fellow der National Association for Business Economics (NABE), Mitglied des Board of Directors von Resources for the Future, einer Organisation zur Unterstützung unabhängiger Forschung auf den Gebieten Umwelt, Energie und natürliche Ressourcen, sowie Berater der Weltbank. Daneben war Hubbard, der seit 2003 auch Mitglied des Bezirkskomitees der Boy Scouts of America von New York City ist, für die Brookings Institution, den Council on Competitiveness sowie den 1907 gegründeten Economic Club of New York tätig.
2010 hatte er einen Auftritt in Inside Job, einem Dokumentarfilm über die Finanzkrise ab 2007, in dem er die Fassung verlor, als er gefragt wurde, welche Firmen er vor der Finanzkrise beraten hatte.

## Veröffentlichungen
- Economics. Mitautor Anthony P. O’Brien, ISBN 978-0136021766, 3. Auflage, 2009
- The Aid Trap: Hard Truths About Ending Poverty. ISBN 978-0231145626, 2009
- The Mutual Fund Industry: Competition and Investor Welfare. ISBN 978-0231151825, 2010
- Seeds of Destruction: Why the Path to Economic Ruin Runs Through Washington, and How to Reclaim American Prosperity. ISBN 978-0137027736, 2010
- Healthy, Wealthy, and Wise, 2nd Edition: Five Steps to a Better Health Care System. ISBN 978-0817910648, 2. Auflage, 2011
- The Wall and the Bridge: Fear and Opportunity in Disruption’s Wake. Yale University Press, New Haven 2022, ISBN 978-0-300-25908-7.